# Hanarp, Ekeby socken

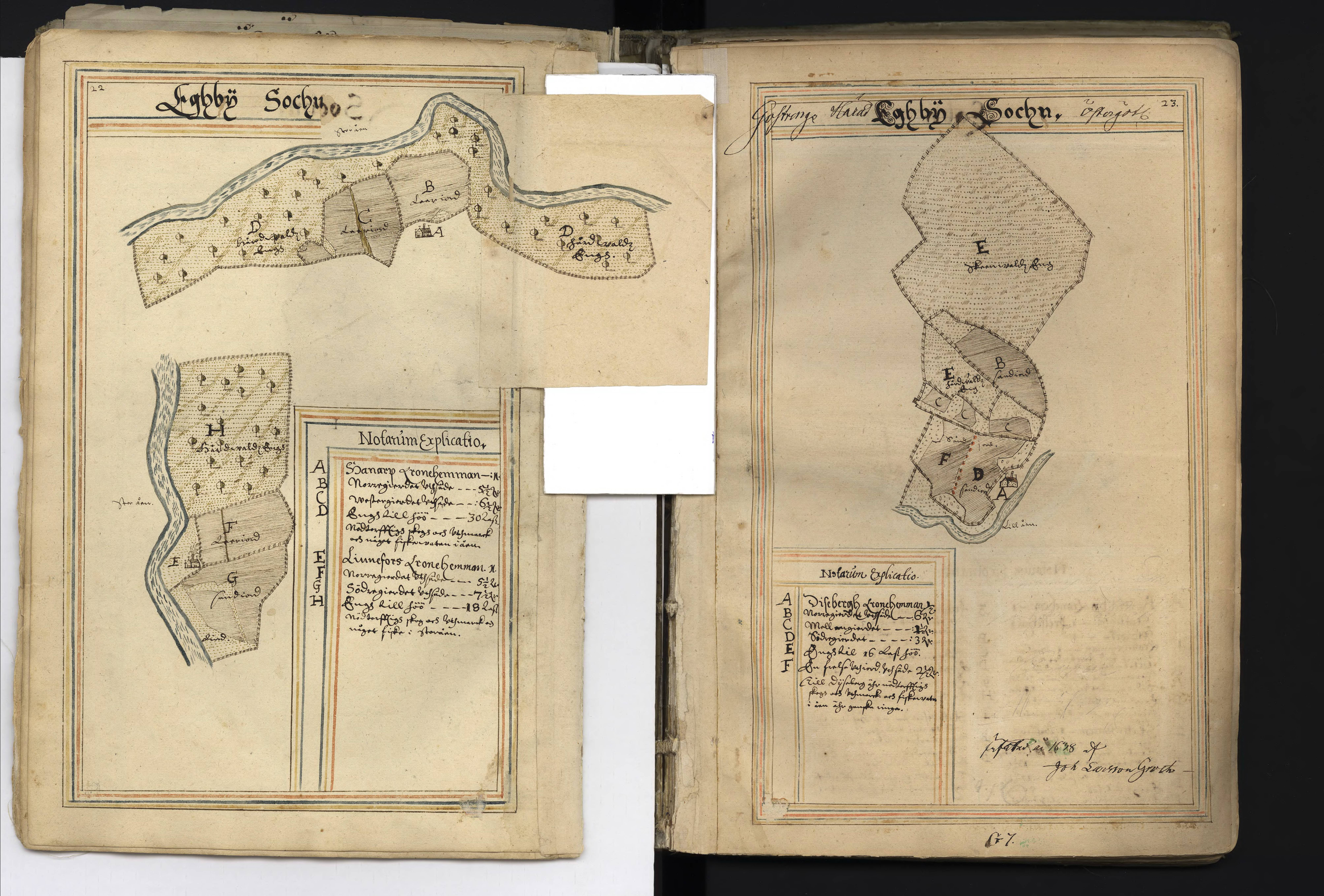
Karta över Hanarp, år 1638.

Hanarp är en gård från åtminstone 1600-talet i Ekeby socken, Boxholms kommun. 

## Historik
Hanarp var en gård i Ekeby socken, Boxholms kommun som bestod av 1 kronohemman. Den ägdes 1687 av släkten Soop och 1700 av majoren Gabriel Gyllenståhl. Gården har även ägts av Götevi säteri. Den köptes 1929 av Erik Olsson.

### Backstugor och torp
På gården har det även funnits ett flertal torp och backstugor vid namn Tegelstugan och Marielund.